# Liste der Flughäfen in Tansania
Die Liste der Flughäfen in Tansania enthält die wichtigsten Flughäfen in Tansania. 
Zu den Flughäfen werden jeweils die Kenndaten IATA-Code, ICAO-Code, Nutzung, Art der Landebahn und die Stadt, in der sich der jeweilige Flughafen befindet, angegeben.
| Name des Flughafens                          | IATA-Code | ICAO-Code | Nutzung | Landebahn   | Länge [m] | Stadt                |
| -------------------------------------------- | --------- | --------- | ------- | ----------- | --------- | -------------------- |
|                                              |           |           |         |             |           |                      |
| Flughafen Arusha                             | ARK       | HTAR      | Zivil   | Asphaltiert | 1620      | Arusha               |
| Flughafen Daressalam                         | DAR       | HTDA      | Zivil   | Asphaltiert | 3000      | Daressalam           |
| Flughafen Dodoma                             | DOD       | HTDO      | Zivil   | Asphaltiert | 2500      | Dodoma               |
| Flughafen Iringa                             | IRI       | HTIR      | Zivil   | Asphaltiert | 1670      | Iringa               |
| Flughafen Kilimanjaro                        | JRO       | HTKJ      | Zivil   | Asphaltiert | 3600      | Moshi                |
| Flughafen Mtwara                             | MYW       | HTMT      | Zivil   | Asphaltiert | 2260      | Mtwara               |
| Flughafen Mwanza Lake Victoria International | MWZ       | HTMD      | Zivil   | Asphaltiert | 3010      | Mwanza               |
| Flughafen Pemba                              | PMA       | HTPE      | Zivil   | Asphaltiert | 1517      | Chake-Chake          |
| Flughafen Sansibar                           | ZNZ       | HTZA      | Zivil   | Asphaltiert | 3007      | Sansibar, Stone Town |
| Flughafen Bukoba                             | BKZ       | HTBU      | Zivil   | Asphaltiert | 1325      | Bukoba               |
| Flughafen Songwe                             | MBI       | HTGW      | Zivil   | Asphaltiert | 3330      | Songwe               |
| Flughafen Geita                              | GIT       | HTGE      | Zivil   | Unbefestigt | 3000      | Geita                |
| Flughafen Kigoma                             | TKQ       | HTKA      | Zivil   | Asphaltiert | 1794      | Kigoma               |
| Flughafen Kilwa Masoko                       | KIY       | HTKI      | Zivil   | Unbefestigt | 1800      | Kilwa Masoko         |
| Flughafen Lake Manyara                       | LKY       | HTLM      | Zivil   | Unbefestigt | 1220      | Mto wa Mbu           |
| Flughafen Lindi Kikwetu                      | LDI       | HTLI      | Zivil   | Asphaltiert | 1748      | Lindi                |
| Flughafen Mafia                              | MFA       | HTLM      | Zivil   | Unbefestigt | 1500      | Mafia                |
| Flugplatz Masasi                             | XMI       | HTMI      | Zivil   | Unbefestigt | 1275      | Masasi               |
| Flughafen Mbeya                              | MBI       | HTMB      | Zivil   | Unbefestigt | 1569      | Mbeya                |
| Flughafen Moshi                              | QSI       | HTMS      | Zivil   | Asphaltiert | 1569      | Moshi                |
| Flughafen Musoma                             | MUZ       | HTMU      | Zivil   | Unbefestigt | 1600      | Musoma               |
| Flughafen Mpanda                             | NPY       | HTMP      | Zivil   | Asphaltiert | 1820      | Mpanda               |
| Flughafen Mwadui                             | MWN       | HTMD      | Zivil   | Unbefestigt | 1400      | Mwadui               |
| Flughafen Nachingwea                         | NCH       | HTNA      | Zivil   | Unbefestigt | 1795      | Nachingwea           |
| Flughafen Njombe                             | JOM       | HTNJ      | Zivil   | Asphaltiert | 1890      | Njombe               |
| Flughafen Shinyanga                          | SHY       | HTSY      | Zivil   | Unbefestigt | 2000      | Shinyanga            |
| Flughafen Songea                             | SGX       | HTSO      | Zivil   | Unbefestigt | 1617      | Songea               |
| Flughafen Sumbawanga                         | SUT       | HTSU      | Zivil   | Unbefestigt | 1428      | Sumbawanga           |
| Flughafen Tabora                             | TBO       | HTTB      | Zivil   | Asphaltiert | 1900      | Tabora               |
| Flughafen Tanga                              | TGT       | HTTG      | Zivil   | Asphaltiert | 1255      | Tanga                |